# Gaidropsarus parini
A Gaidropsarus parini a csontos halak (Osteichthyes) főosztályának a sugarasúszójú halak (Actinopterygii) osztályába, ezen belül a tőkehalalakúak (Gadiformes) rendjébe és a Lotidae családjába tartozó faj.

## Előfordulása
A Gaidropsarus parini elterjedési területe a Csendes-óceán délkeleti része. Feltételezések szerint az Atlanti-óceán déli részén is él.

## Életmódja
Ez a mérsékelt övi, tengeri halfaj, akár 310 méter mélyre is leúszhat. Erről a halról, csak keveset tudunk.